# Michotamia cothurnata
Michotamia cothurnata là một loài ruồi trong họ Asilidae. Michotamia cothurnata được Bigot miêu tả năm 1875. Loài này phân bố ở vùng nhiệt đới châu Phi.